# Zaluscodes
Zaluscodes is een geslacht van steltmuggen (Limoniidae). Het geslacht telt één soort en komt voor in Nieuw-Zeeland.

## Soorten
- Zaluscodes aucklandicus